# Reise um die Welt

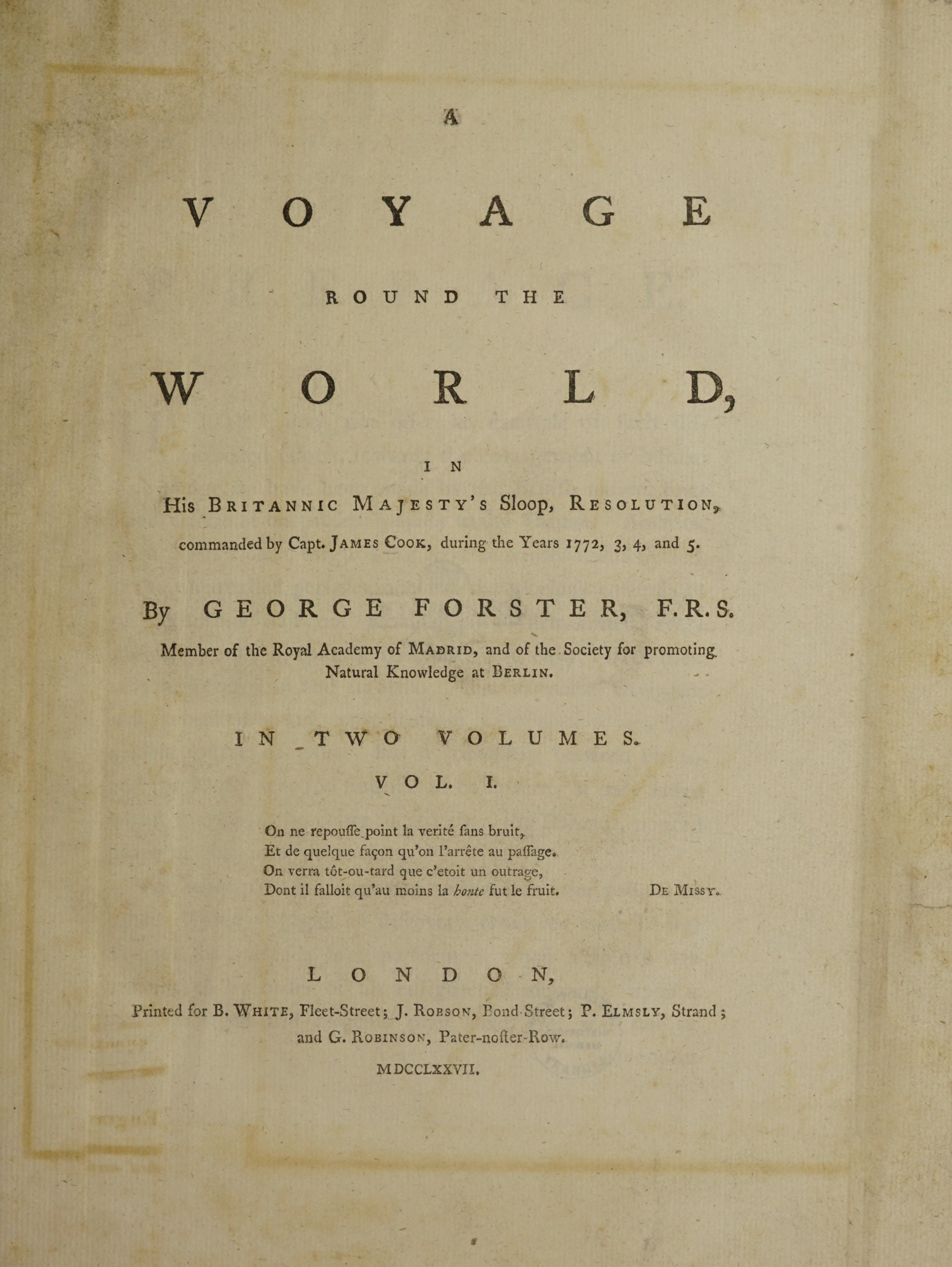
Titelseite der englischen Originalausgabe von 1777

Reise um die Welt (englischer Originaltitel A Voyage Round the World) ist der im Jahr 1777 erstmals veröffentlichte Bericht Georg Forsters über die zweite Südseereise von James Cook.

## Hintergrund
Nach Cooks Rückkehr von seiner ersten Südseereise war die Existenz von Terra Australis, einem hypothetischen großen bewohnbaren Südkontinent, weiterhin unbekannt. Um diese Frage endgültig zu klären, wurde eine neue Expedition ausgerüstet, und Cook sollte die Erde so weit im Süden wie möglich umsegeln. Joseph Banks, der wissenschaftliche Begleiter der ersten Reise, sollte auch diese Fahrt begleiten. Die von ihm veranlassten Umbauten aber machten das Expeditionsschiff, HMS Resolution, so toplastig, dass es nicht mehr seetüchtig war. Die britische Admiralität ließ daraufhin die Aufbauten wieder abreißen und Banks zog sich mit seiner Entourage von der Expedition zurück. Kurzfristig musste Ersatz gefunden werden, und nach Empfehlungen von Daines Barrington, Vizepräsident der Royal Society, wurde Johann Reinhold Forster zum wissenschaftlichen Begleiter berufen und nahm seinen Sohn Georg als Zeichner und Gehilfen mit.

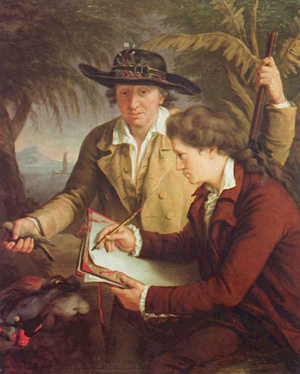
Johann Reinhold Forster und Georg Forster in der Südsee, John Francis Rigaud ca. 1780

Die HMS Resolution unter Cook und die HMS Adventure unter Tobias Furneaux stachen am 13. Juli 1772 in Plymouth in See. Auf ihrer etwas über drei Jahren langen Reise waren sie die ersten Menschen, die den Südpolarkreis überquerten, umsegelten die Erde in hohen südlichen Breitengraden und besuchten Neuseeland, viele Inseln in der Südsee und die Osterinsel.

## Streit um Publikationsrechte
Nach der Rückkehr im Juli 1775 gab es Streit um die Frage, wer den offiziellen Reisebericht schreiben sollte. Sowohl Cook als auch Reinhold Forster hatten dafür an Bord ausführliche Tagebücher geführt. Im April 1776 wurde unter Mithilfe des Ersten Lord der Admiralität, Lord Sandwich, ein Kompromiss geschlossen: Cook sollte einen ersten Band mit einer Erzählung der Reise verfassen und Forster einen zweiten Band über die wissenschaftlichen und ethnologischen Entdeckungen sowie seine philosophischen Ansichten dazu. Von der Admiralität zu bezahlende Kupferstiche sollten auf beide Bände aufgeteilt werden. Sandwich lehnte aber ein Probekapitel ab, was Forster sehr verärgerte. Der Streit eskalierte weiter, und im Juni 1776 wurde entschieden, dass Cook seinen Teil alleine veröffentlichen sollte, und Reinhold Forster wurde die Veröffentlichung einer Erzählung über die Reise untersagt.

## Entstehung

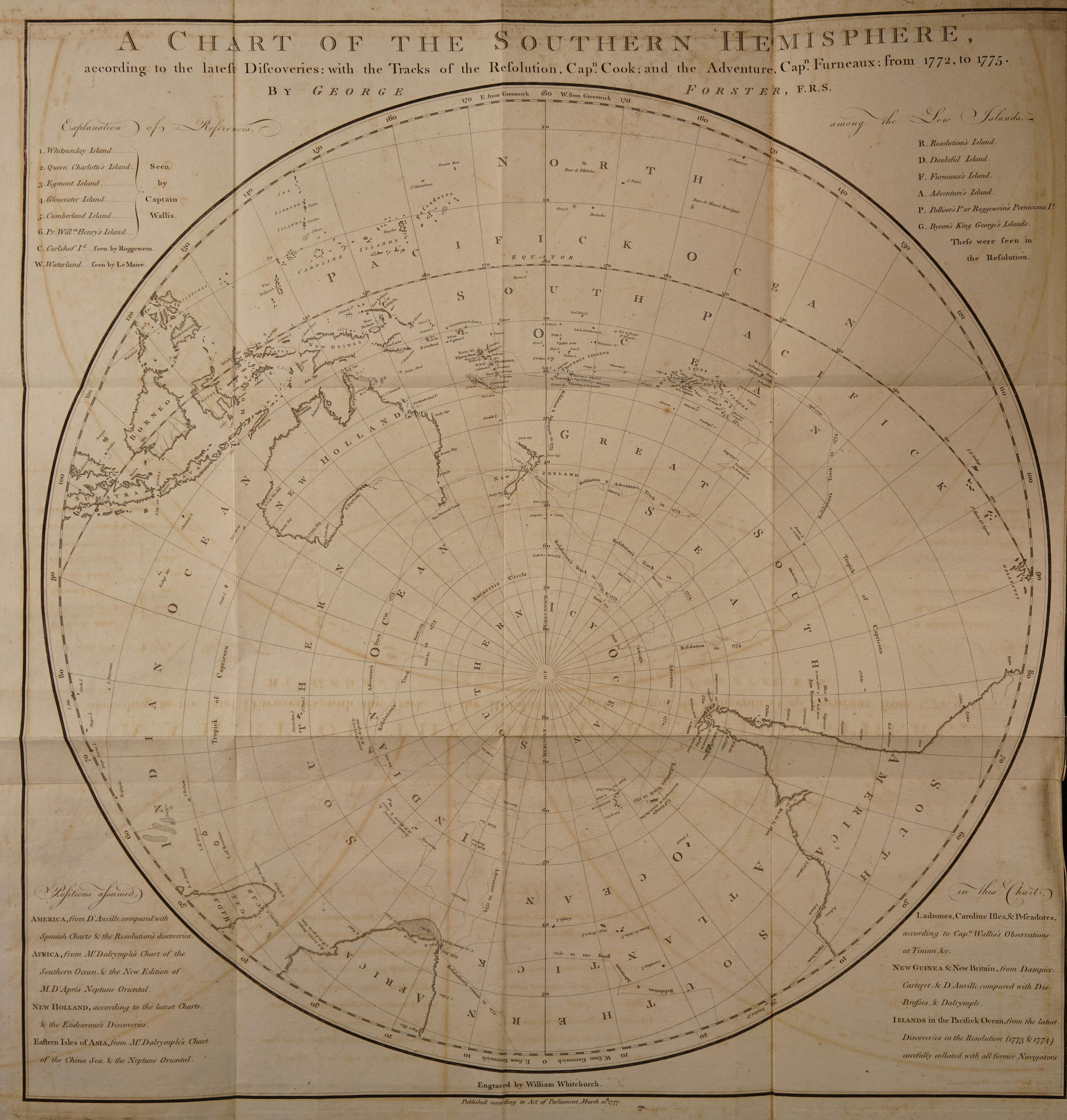
Forsters Karte der Südhalbkugel

Der 21 Jahre alte Georg Forster war an keine Vereinbarungen mit der Admiralität gebunden, und so begann er im Juli 1776 mit der Niederschrift von A Voyage Round the World. Seine Hauptquelle waren die Tagebücher seines Vaters, aber auch eigene Notizen und Material aus Cooks Tagebüchern (auf die sein Vater für die Probekapitel Zugriff gehabt hatte) wurden verwendet. Das Buch wurde von Thomas Hornsby, Professor der Astronomie in Oxford, korrekturgelesen. Er zeichnete eine Karte, die für das Buch als Kupferstich von William Whitchurch vervielfältigt wurde. Forsters Karte zeigt die Südhalbkugel in stereographischer Projektion. Im Gegensatz zur Karte in Cooks Buch über die Reise ist hier die Reiseroute leichter zu sehen, da keine anderen Entdeckungsreisen eingezeichnet sind.
Das Buch erschien im März 1777, in zwei Bänden von zusammen 1200 Seiten bei dem Verleger Benjamin White. Sechs Wochen später erschien Cooks offizieller Reisebericht A Voyage Towards the South Pole and Round the World. Cooks Buch enthielt 63 Kupferstiche, von denen manche auf Zeichnungen Forsters basierten, wogegen A Voyage Round the World keine Illustrationen enthielt. Beide Bücher wurden zum gleichen Preis von 2 Guineen angeboten. Der Absatz von Forsters Voyage gestaltete sich langsam (von einer Auflage von etwa 1000 waren 1778 immer noch 570 nicht verkauft).

## Übersetzung ins Deutsche
Das Buch wurde von Forster 1777 zusammen mit Rudolf Erich Raspe ins Deutsche übersetzt. Es bekam den Titel Johann Reinhold Forster’s […] Reise um die Welt während den Jahren 1772 bis 1775, wurde dem preußischen König Friedrich II. gewidmet und erschien bei Haude und Spener in Berlin in den Jahren 1778 und 1780.

## Erstausgaben
- Englische Erstausgabe: A Voyage round the World in His Britannic Majesty’s Sloop Resolution, Commanded by Capt. James Cook, during the Years, 1772, 3, 4, and 5, London 1777. Band 1, Band 2
- Deutsche Erstausgabe: Johann Reinhold Forster’s […] Reise um die Welt während den Jahren 1772 bis 1775
  - Bd. 1. Haude und Spener, Berlin, 1778. (Digitalisat und Volltext im Deutschen Textarchiv), E-Book (Faksimilie) vom Original, ISBN 978-3-941919-43-3.
  - Bd. 2. Haude und Spener, Berlin, 1780. (Digitalisat und Volltext im Deutschen Textarchiv), E-Book (Faksimilie) vom Original, Becker, Potsdam 2009, ISBN 978-3-941919-44-0.